# 瓦尔特·斯特芬斯
瓦尔特·斯特芬斯（德語：Walter Steffens，1908年12月26日—2006年8月23日），德国男子体操运动员。他曾获得1936年夏季奥运会体操比赛男子团体全能金牌。他在该届奥运会也参加了数个个人小项，最好名次是男子鞍马的第五名。